# Хоафат (футбольный клуб)
«Хоафат» — бывший вьетнамский футбольный клуб из Ханоя. Выступал в V-лиге.
Официально клуб был создан в декабре 2003 года и назван в честь своего спонсора — вьетнамской корпорации, связанной с машиностроением и обрабатывающей промышленностью. Уже на следующий год команда пробилась в V-лигу, а в 2006 году сенсационно победила в Кубке Вьетнама. По окончании сезона 2011 «Хоафат» был объединён с другим столичным клубом — АКБ. Новая команда получила название «Ханой».

## Достижения
- Чемпионат Вьетнама:

9-е место в 2005
- Первый дивизион:

2-е место в 2004 и 2009
- Кубок Вьетнама:

Победитель: 2006

## Выступления в чемпионатах Вьетнама
| Сезон    | 2004 | 2005 | 2006 | 2007 | 2008 | 2009 | 2010 | 2011 |
| -------- | ---- | ---- | ---- | ---- | ---- | ---- | ---- | ---- |
| Дивизион | 2    | 1    | 1    | 1    | 1    | 2    | 1    | 1    |
| Место    | 2    | 9    | 11   | 12   | 14   | 2    | 10   | 10   |

## Выступления в соревнованиях АФК
- Кубок АФК: 1

2007: групповой этап